# Brooklyn Heights (Ohio)
Brooklyn Heights é uma aldeia localizada no estado norte-americano do Ohio, no Condado de Cuyahoga.

## Demografia
Segundo o censo norte-americano de 2000, a sua população era de 1558 habitantes. 
Em 2006, foi estimada uma população de 1484, um decréscimo de 74 (-4.7%).

## Geografia
De acordo com o United States Census Bureau tem uma área de 4,6 km², dos quais 4,6 km² cobertos por terra e 0,0 km² cobertos por água.

## Localidades na vizinhança
O diagrama seguinte representa as localidades num raio de 8 km ao redor de Brooklyn Heights. 